# カブキブ!
『カブキブ！』（KABUKIBU）は、榎田ユウリによる日本のキャラクター小説。角川文庫（KADOKAWA）より2013年8月から刊行され、2017年11月に完結した。

## あらすじ
祖父の影響で歌舞伎をこよなく愛する来栖黒悟（通称、クロ）は、親友であるトンボの力を借り、高校でカブキ部を作るためにカブキ同好会を立ち上げる。人が集まらず、勧誘も中々上手くいってなかったが、クロの歌舞伎愛や諦めない姿勢によって次第に人が集まりはじめる。

## 登場人物

### カブキ同好会（カブキ部）
黒悟が発起人として立ち上げたが、いきなり「部」として創部するのは難しいと考えて格下の「同好会」として起動した。名前の「歌舞伎」の部分がカタカナで「カブキ」なのは、
「歌舞伎に対する難しいイメージを少しでも無くしたい」という黒悟のアイデア。
来栖 黒悟（くるす くろご）
声 - 市川太一
主人公。高校一年生。愛称、クロ。祖父（声 - 中博史）の影響で歌舞伎が大好きで、とにかく前向きで明るい。歌舞伎部結成のために歌舞伎同好会を立ち上げる。勧誘を何回も断られてもめげずに諦めない。あくまで演出、脚本をするのが目的なため自らが舞台に立とうとは思っていない。芝居はとんでもない大根。150cm台の低身長に、クリクリとした瞳。童顔。
村瀬 とんぼ（むらせ とんぼ）
声 - 梅原裕一郎
高校一年生。黒悟の親友。黒悟と家が隣同士。デジタル機器全般が得意。無口でクール。幼い頃から聡明であったため、小学生時代にクラスメイトからいじめを受けていたが、引越し先で黒悟と出会い救われる。今では家族ぐるみで黒悟と付き合いがあり、ほぼ家族のような関係。身長が170以上あり、黒悟言わく「今どきな眼鏡男子で、イケメン」
阿久津 新（あくつ しん）
声 - 逢坂良太
高校一年生。金髪に赤メッシュ。「ブリリアント・イミテーション」というビジュアルバンドのボーカルで、「イオフィエル」として活動中だが、とてつもなく音痴。歌舞伎経験者（噂では歌舞伎一族の息子らしい）。単純なお調子者だが憎めない性格。歌舞伎同好会では一番の即戦力。
蛯原 仁（えびはら じん）
声 - 河西健吾
高校一年生。梨園の名門、白銀屋の御曹司。立役も女形も熟す。幼い頃から舞台に立っている。自分にも他人にも厳しく頑固。プロ意識が強いため歌舞伎同好会を良く思っていない。すでに舞台に立っている経験者だが、柔軟性が足りず堅苦しいものになっている。そのためのびのびと自由な歌舞伎をする新とは反りが合わない。
黒悟の母言わく「和風美男子」。
丹羽 花満（にわ はなみち）
声 - 島﨑信長
高校二年生。母親は日舞の師範で自らも名取。実はオネエでそれを隠すため男性的な行動として一時期格闘技に打ち込んでいた。
クロの初対面（および梨里の再会）では、彼の顔に傷があり「ボクサーみたいな風貌」に二人とも驚いた。
浅葱 芳（あさぎ かおる）
声 - 甲斐田裕子
高校2年生。存在そのものが華やかな演劇部のスター。女性ながら女生徒に圧倒的な人気があり学内だけではなく他校にもファンクラブがある。演劇部と歌舞伎同好会を掛け持ちしている。
蛇ノ目 丸子（じゃのめ まるこ）
声 - 内山夕実
高校一年生。コスプレイヤーに神と呼ばれる衣装作りの腕の持ち主。新とは家が隣りの幼馴染。自虐的だがアグレッシブなど掴み所のない性格。
数馬 克己（かずま かつみ）
声 - 山本和臣
高校一年生。演劇部。
三輪山 梨里（みわやま りり）
声 - 朝井彩加
高校二年生。花満の幼馴染。海外留学の経験がある。明るく面倒見のいい性格で、男子から人気が高い。日舞や歌舞伎から離れようとした花満を憂う。
クロが童顔で低身長なので、初対面当初は「中等部の子（中学生）」と勘違いした。
遠見 連（とおみ つらね）
声 - 前野智昭
カブキ同好会の顧問。歌舞伎初心者。歌舞伎に全く興味が無かったが、カブキ同好会の顧問になったことをきっかけに歌舞伎にどハマりする。
実直で真っ直ぐな性格で、生徒たちからも人気がある。勉強をエンジョイできるタイプ。
極度の心配性だが、緊急事態になると生徒たちのために自分を抑えて冷静になれる。

### その他
坪山 霧湖（つぼやま キリコ）
声 - 赤﨑千夏
劇部部長。クロたちの歌舞伎同好会を一種の「部活動」として承知したが、重要部員である芳の（歌舞伎部）入部には反対で歌舞伎同好会に対して敵対心をむき出しにする。他の部員同様、同性愛な嗜好がある。演劇部員以外の男子に対してはドS気味。
実家が空手道場で、彼女も空手有段者らしい。芳を勧誘しに来たクロに回し蹴りをして彼の歯を折るという制裁をしている。

## 既刊一覧
- 榎田ユウリ（著）、イシノアヤ（カバーイラスト）、KADOKAWA〈角川文庫〉
  1. 2013年8月24日発売[2]、ISBN 978-4-04-100956-7
  2. 2013年10月25日発売[3]、ISBN 978-4-04-101037-2
  3. 2014年8月23日発売[4]、ISBN 978-4-04-101363-2
  4. 2015年9月24日発売[5]、ISBN 978-4-04-103355-5
  5. 2016年11月25日発売[6]、ISBN 978-4-04-103356-2
  6. 2017年3月25日発売[7]、ISBN 978-4-04-105264-8
  7. 2017年11月25日発売[8]、ISBN 978-4-04-105695-0

- 榎田ユウリ（作）、十峯なるせ（絵）、CLAMP（キャラクター原案）、KADOKAWA〈角川つばさ文庫〉
  1. 『カブキブ！1 部活で歌舞伎やっちゃいました。』、2017年5月15日発売[9]、ISBN 978-4-04-631695-0
  2. 『カブキブ！2 VS.演劇部！』、2017年9月15日発売[10]、ISBN 978-4-04-631694-3
  3. 『カブキブ！3 伝われ、俺たちの歌舞伎！』、2017年11月15日発売[11]、ISBN 978-4-04-631696-7

## 漫画
『ヤングエース』（KADOKAWA）にて2017年3月号から2018年2月号まで神江ちずの作画で連載された。
- 神江ちず（漫画）、榎田ユウリ（原作）、CLAMP（キャラクター原案）、カブキブ推進委員会（協力） 『カブキブ!』 KADOKAWA〈角川コミックス・エース〉、全2巻
  1. 2017年5月2日発売[13]、ISBN 978-4-04-105645-5
  2. 2018年2月2日発売[14]、ISBN 978-4-04-106200-5

## テレビアニメ
2016年8月12日にテレビアニメ化が発表され、2017年4月より6月までTBS、BS-TBSほかにて放送された。本放送に先駆け、TBSチャンネル2 名作ドラマ・アニメ・スポーツにて2回に渡り、直前特番を放送。

### スタッフ
- 原作 - 榎田ユウリ[17]
- 監督 - 米田和弘[17]
- アニメキャラクター原案 - CLAMP[17]
- シリーズ構成 - 中村能子[17]
- キャラクターデザイン - まじろ[17]
- 美術監督 - 三宅昌和、佐南友理[17]
- 美術設定 - 佐南友理
- 色彩設計 - 桂木今里[17]
- 撮影監督 - 酒井淳子[17]
- CGディレクター - 今垣佳奈
- 編集 - 松原理恵[17]
- 音響監督 - 長崎行男[17]
- 音楽 - 横山克[17]
- 音楽制作 - ポニーキャニオン[17]
- 音楽プロデューサー - 三輪靖史
- 歌舞伎監修 - 松竹 演劇本部[17]（野間一平、橋本芳孝、窪寺祐司）
- プロデューサー - 小倉理絵、阿蘇博、宇野裕之助、伊藤裕史
- アニメーションプロデューサー - 齋藤隆行
- アニメーション制作 - スタジオディーン[17]
- 製作 - カブキブ推進委員会[17]（KADOKAWA、TBS、松竹、ポニーキャニオン、スタジオディーン）

### 主題歌
オープニングテーマ「Running High」
作詞 - RUCCA / 作曲・編曲 - 高橋諒 / 歌 - 下野紘
第12話ではエンディングテーマとして使用された。
エンディングテーマ「お江戸-O・EDO-」（第1話 - 第11話）
作詞 - 糸井重里 / 作曲 - 加瀬邦彦 / 編曲 - 堤博明 / 歌 - カブキブロックス（天雅熱（市川太一）、天雅冷（梅原裕一郎）、天雅懐（河西健吾）、天雅雷（逢坂良太）、天雅震（島﨑信長））
沢田研二「TOKIO」のアレンジ曲であるカブキロックス「お江戸 -O・EDO-」のカバー曲。
挿入歌「愛は残酷なロンド」（第1話）
作詞 - 榎田ユウリ、堤博明 / 作曲・編曲 - 横山克 / 歌 - Brilliant Imitation［Vo.イオフィエル（逢坂良太）］

### 各話リスト
| 話数         | サブタイトル                         | 脚本       | 絵コンテ            | 演出              | 作画監督                                                                                                  | 総作画監督      |
| ------------ | ------------------------------------ | ---------- | ------------------- | ----------------- | --- | --------------- |
| 序幕         | こいつぁ春から......                 | 中村能子   | 米田和弘            | 牧野友映          | 佐藤このみ、木下由美子、松下郁子 中山由美、瀧原美樹、木村友美 森本浩文、まい。                            | 河南正昭        |
| 二幕目       | いとしと書いて藤の花                 | 中村能子   | ユキヒロマツシタ    | 安部祐二郞        | 三浦かおる、田中小百合、胡陽樹 簾畑由美、本多みゆき、佐藤このみ 清水勝祐、まい。                          | 河南正昭        |
| 三幕目       | 知らざぁいって聞かせやしょう         | 横谷昌宏   | 福田道生 藤原良二   | 久保太郎          | 木村友美、森本浩文、木下由美子、 中山由美、清水勝祐、浅井昭人 重松晋一、まい。、中澤勇一                  | 河南正昭        |
| 四幕目       | 待った待った 一番待ってもらおうか!   | 大場小ゆり | 登坂晋 米田和弘     | 登坂晋            | 松下郁子、清水勝祐、木村友美 佐藤このみ、八代きみこ、森本浩文 權容祥、登坂晋、まじろ                      | 高畑未来        |
| 五幕目       | とざい、東西!                        | 中村能子   | こでらかつゆき      | 村田尚樹          | 臼井敦、木村友美、森本浩文 清水勝祐、佐藤このみ、中島美子 伊藤智子、浅井昭人、窪聡 權容祥、栗原学、まじろ | 高畑未来        |
| 六幕目       | それ つらつらおもんみれば......      | 横谷昌宏   | 西村純二            | 山口頼房          | 原田峰文、大谷道子、藪田裕希                                                                              | 河南正昭        |
| 七幕目       | 暫く、暫く!                          | 大場小ゆり | 西村純二 米田和弘   | 牧野友映          | 胡陽樹、荒井美穂、本多みゆき 粟井重紀、大河原春男、簾畑由実 森本浩文、安藤真喜                            | 木村友美        |
| 八幕目       | 月も朧に白魚の......                 | 中村能子   | 木村延景            | 吉村愛            | 森本浩文、荒井美穂、伊藤智子 岡田雅人、浅井昭人、重松晋一 簾畑由実、木村友美、佐藤このみ 小田真弓、伊藤幸 | 高畑未来        |
| 九幕目       | 見かねて中に飛び込むも......         | 横谷昌宏   | 鈴木行              | 藤代和也          | 清水勝祐、鰐淵和彦、飯飼一幸 金明心                                                                       | まじろ 木村友美 |
| 十幕目       | 家は末代 人は一世                    | 大場小ゆり | ボブ白旗            | ボブ白旗          | 服部憲知、柳野龍男、金明心 金正祐                                                                         | 河南正昭        |
| 十一幕目     | 誰白浪の五人連                       | 大場小ゆり | 安部祐二郞 米田和弘 | 安部祐二郞        | 伊藤智子、岡田雅人、八代きみこ 中島美子、森本浩文、浅井昭人 清水勝祐                                      | 木村友美        |
| 大詰         | 問われて名乗るもおこがましいが...... | 中村能子   | 中山奈緒美          | 牧野友映 久保太郎 | 中井恵巳、浅井昭人、佐藤このみ 簾畑由実、伊藤智子、森本浩文 松下郁子、松浦里美                            | 河南正昭        |
| 大喜利 (OVA) | ちよこれいと合戦                     | 横谷昌宏   | 今千秋              | 吉田俊司          | 伊藤智子、岡田雅人、佐藤このみ 笠野充志、森本浩文、浅井昭人 清水勝祐、本多みゆき、胡陽樹 簾畑由実、臼井敦 | 木村友美        |

### 放送局
| 放送期間                | 放送時間                     | 放送局         | 対象地域   | 備考                              |
| ----------------------- | ---------------------------- | -------------- | ---------- | --------------------------------- |
| 2017年4月7日 - 6月23日  | 金曜 2:28 - 2:58（木曜深夜） | TBSテレビ      | 関東広域圏 | 製作局 / 字幕放送                 |
|                         | 金曜 2:44 - 3:14（木曜深夜） | CBCテレビ      | 中京広域圏 |                                   |
| 2017年4月8日 - 6月24日  | 土曜 3:10 - 3:40（金曜深夜） | 毎日放送       | 近畿広域圏 | 字幕放送 / 『アニメイズム』隣接枠 |
| 2017年4月9日 - 6月25日  | 日曜 1:30 - 2:00（土曜深夜） | BS-TBS         | 日本全域   | BS放送                            |
| 2017年4月12日 - 6月28日 | 水曜 1:54 - 2:24（火曜深夜） | 東北放送       | 宮城県     |                                   |
|                         | 水曜 2:43 - 3:13（火曜深夜） | 静岡放送       | 静岡県     |                                   |
| 2017年4月17日 - 7月3日  | 月曜 1:30 - 2:00（日曜深夜） | TBSチャンネル1 | 日本全域   | CS放送 / リピート放送あり         |
|                         | 月曜 2:35 - 3:05（日曜深夜） | RKB毎日放送    | 福岡県     | 初回2話連続放送 / 字幕放送        |

| 放送期間                | 放送時間           | 配信元 | 備考                |
| ----------------------- | ------------------ | --- | ------------------- |
| 2017年4月14日 - 6月30日 | 金曜 12:00 更新    | dアニメストア |                     |
| 2017年4月21日 - 7月7日  | 金曜 0：00 更新    | GYAO!ストア | 各話1週間無料後有料 |
|                         |                    | TBSオンデマンド/フジテレビオンデマンド |                     |
|                         | 金曜 12:00 更新    | 楽天Showtime/ひかりTV/バンダイチャンネル アニメイトチャンネル/hulu/U-NEXT アニメ放題/J:COMオンデマンド/auビデオパス DMM.com/Amazonビデオ/ビデオマーケット ムービーフルPlus/HAPPY!動画 | 第1話無料           |
|                         | 金曜 22:30 - 23:00 | ニコニコ生放送 |                     |
|                         | 金曜 23:00 更新    | ニコニコチャンネル | 第1話不明           |

### BD / DVD
| 巻 | 発売日        | 収録話              | 規格品番  | 規格品番   |
| 巻 | 発売日        | 収録話              | BD        | DVD        |
| -- | ------------- | ------------------- | --------- | ---------- |
| 上 | 2017年7月26日 | 第1話 - 第6話       | KAXA-7531 | KABA-10540 |
| 下 | 2017年9月27日 | 第7話 - 第12話、OVA | KAXA-7532 | KABA-10541 |

### Webラジオ
『カブキブ! ラジオ、聴かせやSHOW!』は、音泉にて2017年4月5日から6月28日まで隔週水曜日に、同年7月19日から9月13日（最終回）まで月1回水曜日に配信された番組。パーソナリティは来栖黒悟役の市川太一と阿久津新役の逢坂良太。